# Кедровка (Таштагольский район)
Кедровка — посёлок в Таштагольском районе Кемеровской области. Входит в состав Темиртауского сельского поселения.

## География
Центральная часть населённого пункта расположена на высоте 538 метров над уровнем моря.

## Население
По данным Всероссийской переписи населения 2010 года, в посёлке Кедровка проживает 18 человек (9 мужчин, 9 женщин).